# Aethalura shuotsuensis
Aethalura shuotsuensis är en fjärilsart som beskrevs av Felix Bryk 1948. Aethalura shuotsuensis ingår i släktet Aethalura och familjen mätare. Inga underarter finns listade i Catalogue of Life.